# اچ‌ام‌اس تراشر (ان۳۷)
اچ‌ام‌اس تراشر (ان۳۷) (به انگلیسی: HMS Thrasher (N37)) یک زیردریایی بود که طول آن ۲۷۵ فوت (۸۴ متر) بود. این زیردریایی در سال ۱۹۴۰ ساخته شد.